# Charlotte Roche

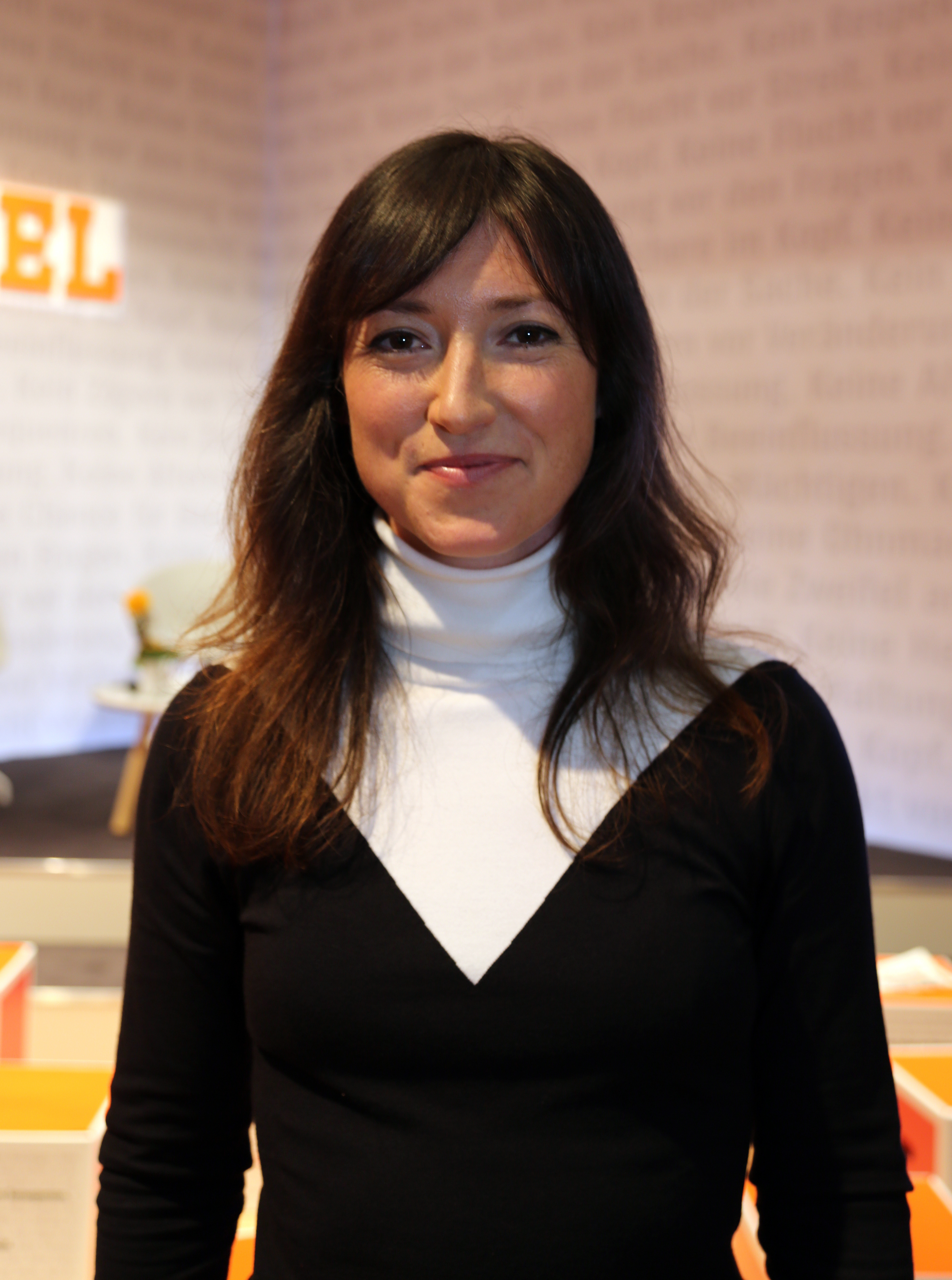
Charlotte Roche, 2015

Charlotte Elisabeth Grace Roche (High Wycombe, 18 maart 1978) is een in Engeland geboren Duitse televisiepresentatrice, actrice, zangeres en schrijfster. Charlotte Roche verhuisde op 8-jarige leeftijd naar Duitsland.
Haar debuutroman Feuchtgebiete, in het Nederlands vertaald als Vochtige streken, was zeer succesvol en omstreden. In het verhaal, deels autobiografisch, vertelt de hoofdfiguur Helen Memel openlijk en zonder schaamte over haar seksleven en haar lichaam. Sommige critici bestempelden het boek als louter pornografisch, terwijl anderen het een bijdrage vonden leveren aan de vrouwenemancipatie. Het boek werd in 2013 onder zijn oorspronkelijke titel Feuchtgebiete verfilmd.
Met Jan Böhmermann presenteerde Roche op ZDF de talkshow Roche & Böhmermann.

## Werken
Boeken
- Feuchtgebiete, Roman. DuMont, Köln 2008, ISBN 978-3-8321-8057-7; TB: Ullstein Berlin 2009, ISBN 978-3-548-28040-0. (1e plaats van de Spiegel-bestsellerlijst van 31 maart tot 26 oktober 2008 en van 12 tot 25 januari 2009)
- Schoßgebete, Roman. Piper, München 2011, ISBN 978-3-492-05420-1. (1e plaats van de Spiegel-bestsellerlijst van 22 augustus tot 9 oktober 2011)
- Mädchen für alles, Roman. Piper, München 2015, ISBN 978-3-492-05499-7.
- Paardiologie. Das Beziehungsbuch. Piper, München 2020, ISBN 978-3-492-07030-0.

Luisterboeken
- 2000: Die Speed Queen (Stewart O’Nan), 2 CDs, 150 Min., BMG Wort, ISBN 978-3-89830-115-2.
- 2003: Henry Silber geht zu Ende (Paul Plamper, Nils Kacirek, Michael Ebmeyer), 52 Min., WDR/Hoerspielpark
- 2006: 1. 2. 3. … (Bela B. feat. Charlotte Roche)
- 2008: Feuchtgebiete, 5 cd's, 335 Min., onverkorte voordracht van Charlotte Roche, Random House Audio Köln, ISBN 978-3-86604-872-0.
- 2011: Schoßgebete, 8 cd's, 581 Min., onverkorte voordracht van Charlotte Roche, Osterwold audio Hamburg, ISBN 978-3-86952-088-9.
- 2015: Mädchen für alles, 6 cd's, 450 Min., onverkorte voordracht van Jessica Schwarz, OSTERWOLDaudio, ISBN 978-3-86952-278-4.

## Onderscheidingen
- 2002: Bayerischer Fernsehpreis voor de presentatie van Fast Forward (VIVA)
- 2004: Grimme-Preis in de categorie Wettbewerb 'Spezial' voor de presentatie van Fast Forward
- 2008: Bestseller van het jaar van Media Control voor meer dan 1,3 miljoen verkochte exemplaren van haar roman Feuchtgebiete
- 2012: Journalist van het jaar in de categorie Unterhaltung, samen met Jan Böhmermann
- 2020: Duitse Podcastoprijs 2020 voor de podcast Paardiologie in de categorieën 'beste Talk-Team' en 'beste' newcomer*in“